# Erik Abrahamsson
Erik Adolf Efraim "Erik Aber" Abrahamsson (Södertälje, comtat d'Estocolm, 28 de gener de 1898 - Södertälje, 19 de maig de 1965) va ser un atleta, jugador de bandy i d'hoquei sobre gel suec que va competir a començaments del segle xx. Era germà del també jugador d'hoquei Carl Abrahamsson.
Va guanyar el títol nacional de salt de llargada entre 1921 i 1923 i el 1920 va prendre part en els Jocs Olímpics d'Anvers, on va guanyar la medalla de bronze en la prova del salt de llargada del programa d'atletisme. També va ser un destacat jugador de bandy i d'hoquei sobre gel. En aquest darrer esport es proclamà campió d'Europa el 1921.

## Millors marques
- salt de llargada. 7m 12 cm (1923)
- triple salt. 14m 26 cm (1924)[4]